# Гръче
Вижте пояснителната страница за други значения на Фтелия.
Гръ̀че, още Граче или Гръ̀тче, или понякога книжовно Грàдче (на гръцки: Πτελέα, Птелеа, до 1928 година Γκρέντση, Гредци, до 1949 година Φτελιά, Фтелия), е село в Егейска Македония, Гърция, част от дем Нестрам (Несторио), област Западна Македония.

## География
Селото се намира в областта Нестрамкол на 17 километра западно от Костур, в североизточното подножие на граничната между Гърция и Албания планина Алевица на малка река, ляв приток на Бистрица над село Дреничево. Селото се дели на две махали - Горно и Долно Гръче, които от 1961 година се смятат за отделни селища (на гръцки Άνω Πτελέα и Πτελέα или Κάτω Πτελέα). В околностите на Гръче има четири параклиса - „Свети Онуфрий“, „Свети Илия“, „Света Богородица“ и „Свети Анастасий“.

## История

### В Османската империя
Между Гръче и Дреничево се е намирал римският град Ватина, който съдейки по намерен в района надпис от 193 година, е играел важна роля по времето на император Адриан. Каменната църква „Свети Николай“ в селото е от XV век.
Според Тодор Симовски първоначално селото се състои от пет махали – Монастирец, Клясовисо, Илявица, Ладушица, Бела църква с общо 700 къщи, но в края на XVIII век е съсипано от Али паша Янински и жителите му са изселени в Епир. След 30 години някои се връщат и правят ново село от две махали, разделени от малка река.
В края на XIX век Гръче е българско село в Костурска каза на Османската империя. Според статистиката на Васил Кънчов („Македония. Етнография и статистика“) в 1900 година Гръче има 195 жители българи хистияни. В 1890 година е построена каменната църква „Свети Димитър“.
На Етнографската карта на Битолския вилает на Картографския институт в София от 1901 година Грачи е чисто българско село в Костурската каза на Корчанския санджак с 26 къщи.
В началото на XX век всички жителите на Гръче се отказват от Цариградката патриаршия и минават под върховенството на Българската екзархия. По данни на секретаря на екзархията Димитър Мишев („La Macédoine et sa Population Chrétienne“) в 1905 година в Гратче има 208 българи екзархисти.
Гръцка статистика от 1905 година представя Гредци като гръцко село със 198 жители. Според Христо Силянов в 1906 година пострадва от гръцки андартски нападения. През юли 1907 година андартската чета на Георгиос Томбрас отвлича свещеника, кмета, учителя и още шестима българи от Гръче и ги убиват.
Според Георгиос Панайотидис, учител в Цотилската гимназия, в 1910 година в Градци (Γράντσι) има 20 „схизматични“ семейства.
Според Георги Константинов Бистрицки Гръче преди Балканската войнаима 30 български къщи, а според Георги Христов и 1 куцовлашка.
На етническата карта на Костурското братство в София от 1940 година, към 1912 година Грътче е обозначено като българско селище.

### В Гърция
През Балканската война селото е окупирано от гръцки части и след Междусъюзническата война в 1913 година влиза в Гърция. Боривое Милоевич пише в 1921 година („Южна Македония“), че Гроче има 30 къщи славяни християни. През 20-те години в Гръче са заселени гърци, бежанци от Турция. В 1928 година в селото има 32 жители бежанци от 333. В 1928 година е прекръстено на Фтелия (в превод бряст). През Втората световна война селото пострадва от окупационните власти.
По време на Гражданската война селото пострадва силно – 60 души са убити, а десетки се изселват в социалистическите страни. След войната започва масова миграция към градовете в Гърция и отвъд океана.
Населението традиционно се занимава със земеделие, като произвежда жито, и частично с животновъдство.
| Име       | Име        | Ново име     | Ново име     | Описание                                                |
| --------- | ---------- | ------------ | ------------ | ------------------------------------------------------- |
| Чърешново | Τσαρέσνοβο | Птелеас Рема | Πτελέας Ρέμα | река, която разделя двете махали на Гръче               |
| Билевец   | Μπιλεβὲτς  | Κτήματα      | Ктимата      | местност И от Гръче, по левия бряг на Бистрица (Белица) |
| Кури      | Κουρὶ      | Δρυόβουνο    | Дриовуно     | връх (847 m), СИ от Гръче                               |

| Година    | 1913 | 1920 | 1928 | 1940 | 1951 | 1961 | 1971 | 1981 | 1991 | 2001 | 2011 | 2021 |
| --------- | ---- | ---- | ---- | ---- | ---- | ---- | ---- | ---- | ---- | ---- | ---- | ---- |
| Население | 318  | 287  | 333  | 462  | 83   | 79   | 76   | 79   | 82   | 56   | 54   | 45   |

## Личности
Родени в Гръче
- Мик Велоски (р. 1924), съосновател на Македоноавстралийския народен съюз
- Ристо Кирязовски (1928 – 2002), историк от Северна Македония

Български революционери, участници в Охрана
- Пандо Главинов, Пандо Ставров, Пальо Ставров, Паскал Ставров, Кръсто Ставрев, Ташо Главинов, Зисо Ильов, Нуме Ставровски, Ильо Шукалов, Спиро Шукалов, Томе Джуваров, Филе Шукалов, Петро Шукалов, Тимьо Шукалов, Доне Шукалов, Вангел Главинов, Нуме Каралиев и Васил Ильов[20]

Починали в Гръче
- Пандо Шиперков (? – 1948), гръцки партизанин